# モイラ (競走馬)
モイラ（Moira）は、カナダの競走馬。主な勝ち鞍は2024年のBCフィリー&メアターフ、ビヴァリーD.ステークス、2023年のカナディアンステークス。
2022年度のソヴリン賞年度代表馬、2024年度エクリプス賞最優秀芝牝馬。

## 戦績

### 2歳時(2021年)
10月23日にウッドバイン競馬場にて行われたプリンセスエリザベスステークスでデビュー勝ちを収める。次走のGIIIマザリンステークスで2着に入って2歳シーズンを終える。

### 3歳時(2022年)
6月11日のフューリーステークスで始動して勝利すると、続くウッドバインオークスとクイーンズプレートを3連勝する。そして、初GIとなるE.P.テイラーステークスに出走。ここでは2位に入線するも、最後の直線で他馬の妨害を行ったとして失格処分となり、8着に降着した。続くBCフィリーアンドメアターフでは初の米国遠征となったが、チューズデーの5着に敗れてシーズンを終えた。しかしシーズン中の3連勝の活躍が評価され、カナダの年度代表表彰であるソヴリン賞の最優秀3歳牝馬部門と年度代表馬に選出された。

### 4歳時(2023年)
6月3日のGIIIベルマホーンステークスで始動し2着に入る。GIIナッソーステークスとダンススマートリーステークスでも2着に入った後、GIIカナディアンステークスにて重賞初制覇を飾った。その後は前年度に失格処分となったE.P.テイラーステークスに出走するが3着に敗れ、次走のBCフィリー&メアターフでも3着とGIを勝ちきることができずに4歳シーズンを終えた。

### 5歳時(2024年)
7月13日にアメリカのサラトガ競馬場で行われたGIダイアナステークスで始動し2着に好走すると、次走のビヴァリーD・ステークスにて重賞2勝目を挙げた。続くE.P.テイラーステークスで2着に入った後、BCフィリー&メアターフに出走。レースでは、最後の直線で早めに抜け出すと後続勢を抑えて優勝し、3度目の挑戦で初のGIタイトルを手に入れた。レース後、同馬はケンタッキー州レキシントンにて行われたファシグティプトン社のノベンバーセールに出品され、430万ドル（約6億4500万円）でベイルスという団体に落札された。

## 血統表
| モイラの血統             | モイラの血統                                       | モイラの血統                                       | （血統表の出典）                                   | （血統表の出典） |
| 父系                     | ヴァイスリージェント系                             | ヴァイスリージェント系                             | ヴァイスリージェント系                             | [ § 2 ]          |
| 父 Ghostzapper 2000 鹿毛 | 父の父Awesome Again 1994 鹿毛                      | Deputy Minister 1979                               | Vic Regent                                         | Vic Regent       |
| 父 Ghostzapper 2000 鹿毛 | 父の父Awesome Again 1994 鹿毛                      | Deputy Minister 1979                               | Mint Copy                                          |                  |
| 父 Ghostzapper 2000 鹿毛 | 父の父Awesome Again 1994 鹿毛                      | Primal Force 1987                                  | Blushing Groom                                     | Blushing Groom   |
| 父 Ghostzapper 2000 鹿毛 | 父の父Awesome Again 1994 鹿毛                      | Primal Force 1987                                  | Prime Prospect                                     |                  |
| 父 Ghostzapper 2000 鹿毛 | 父の母Baby Zip 1991 鹿毛                           | Relaunch 1976                                      | In Reality                                         | In Reality       |
| 父 Ghostzapper 2000 鹿毛 | 父の母Baby Zip 1991 鹿毛                           | Relaunch 1976                                      | Foggy Note                                         |                  |
| 父 Ghostzapper 2000 鹿毛 | 父の母Baby Zip 1991 鹿毛                           | Thirty Zip 1983                                    | Tri Jet                                            | Tri Jet          |
| 父 Ghostzapper 2000 鹿毛 | 父の母Baby Zip 1991 鹿毛                           | Thirty Zip 1983                                    | Sailaway                                           |                  |
| 母 Devine Aida 2012 芦毛 | 母の父Unbridled's Song 1993 芦毛                   | Unbridled 1987                                     | Fappiano                                           | Fappiano         |
| 母 Devine Aida 2012 芦毛 | 母の父Unbridled's Song 1993 芦毛                   | Unbridled 1987                                     | Gana Facil                                         |                  |
| 母 Devine Aida 2012 芦毛 | 母の父Unbridled's Song 1993 芦毛                   | Trolley Song 1983                                  | Caro                                               | Caro             |
| 母 Devine Aida 2012 芦毛 | 母の父Unbridled's Song 1993 芦毛                   | Trolley Song 1983                                  | Lucky Spell                                        |                  |
| 母 Devine Aida 2012 芦毛 | 母の母Passion 2005 黒鹿毛                          | Came Home 1999                                     | Gone West                                          | Gone West        |
| 母 Devine Aida 2012 芦毛 | 母の母Passion 2005 黒鹿毛                          | Came Home 1999                                     | Nice Assay                                         |                  |
| 母 Devine Aida 2012 芦毛 | 母の母Passion 2005 黒鹿毛                          | Rajmata 1993                                       | Known Fact                                         | Known Fact       |
| 母 Devine Aida 2012 芦毛 | 母の母Passion 2005 黒鹿毛                          | Rajmata 1993                                       | Begum                                              |                  |
| 母系(F-No.)              | 1(FN:1号族)                                        | 1(FN:1号族)                                        | 1(FN:1号族)                                        | [ § 3 ]          |
| 5代内の近親交配          | Mr.Prospector 5×5×5＝9.38％ In Reality 4×5＝9.38％ | Mr.Prospector 5×5×5＝9.38％ In Reality 4×5＝9.38％ | Mr.Prospector 5×5×5＝9.38％ In Reality 4×5＝9.38％ | [ § 4 ]          |
| 出典                     | 1. 2. 3. 4.                                        | 1. 2. 3. 4.                                        | 1. 2. 3. 4.                                        | 1. 2. 3. 4.      |